# Nezam Hafiz
Nezam Ahmed Hafiz (21. april 1969 – 11. september 2001) var en guyanesisk cricketspiller, der spillede for USA og Guyanas cricketlandshold. 
Hafiz spillede batsman, og fik sin debut under den vestindiske 1988/89-sæson. Han nåede at spille tre gange for Guyana's landshold i Red Stripe Cuppen, før han emigrerede til USA. 
Hafiz blev dræbt under terrorangrebet den 11. september 2001. Han arbejdede for forsikringsselskabet Marsh og McLennan på 94. etage i World Trade Centers tårn 1.